# Ламприма адольфина
Ламприма адольфина (лат. Lamprima adolphinae = Neolamprima adolphinae) — жук из семейства Рогачи.

## Описание
Относительно крупный рогач. Длина тела до 45 мм. Самец почти в 2 раза больше самки. Характерен полиморфизм окраски. Номинативная окраска — ярко-зелёная с золотистым блеском. Голова ярко-красная. Челюсти бурые. Также встречаются формы с золотисто-бронзовой, красноватой и синей вариациями окраски. Мандибулы самца развитые, на конце с раздвоенным зубцом, длинные, изогнутые в форме полукруга вперёд и вверх, на внутренней поверхности с множеством мелких зубцов.

## Ареал
Новая Гвинея.